# 955 до н. е.

## Події
- Кінець правління Надава, царя Ізраїльського царства.
- За середньовічним літописцем Джеффрі Кітінгом цього року міфічний верховний король Ірландії Муйнемон мак Кас убив свого міфічного попередника на ім'я Фіаху Фінскохах та посів його місце

### Астрономічні явища
- 11 квітня. Кільцеподібне сонячне затемнення.[1]
- 4 жовтня. Повне сонячне затемнення.[1]